# Трекове освітлення

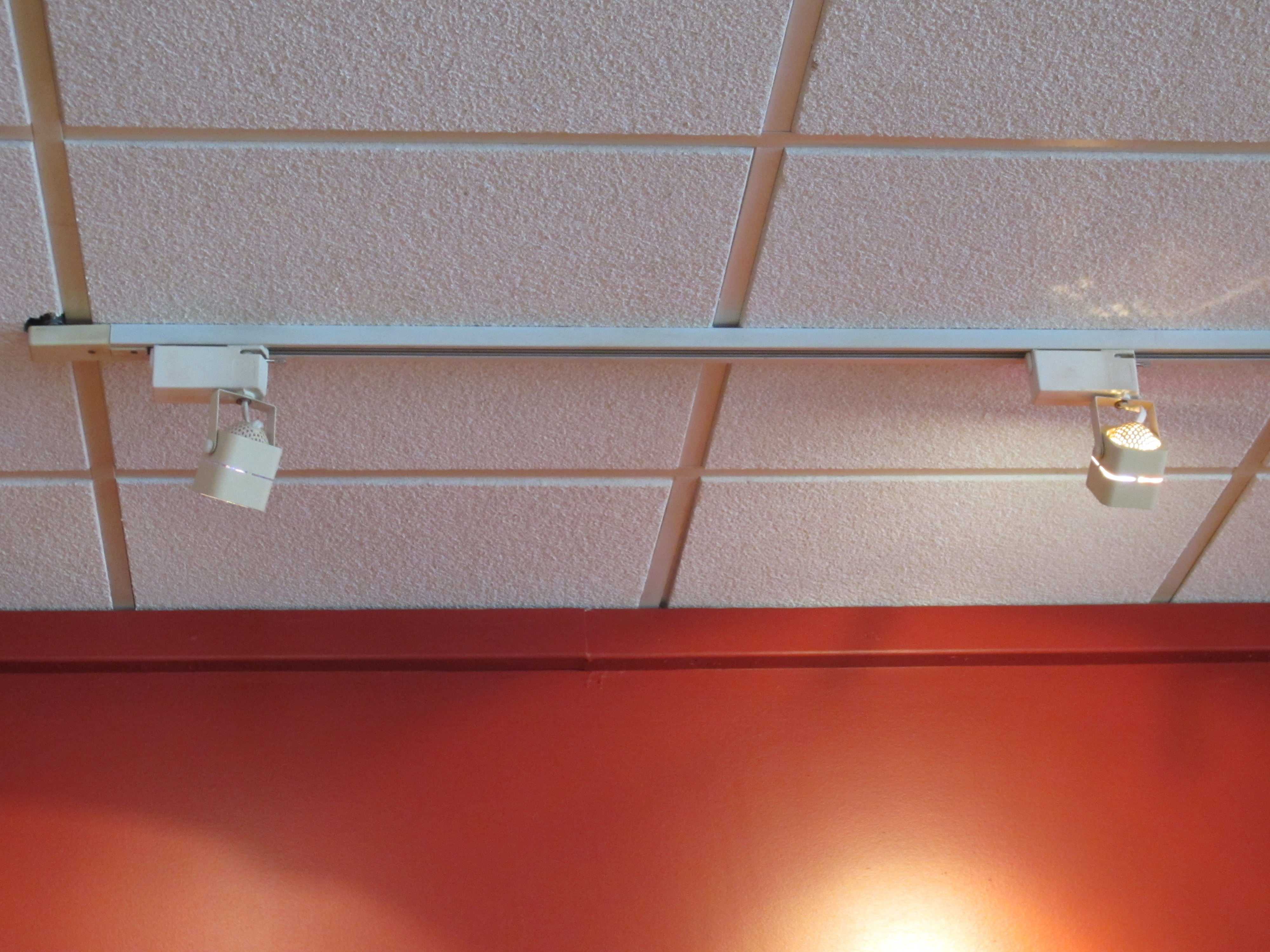
Один із видів трекового освітлення з двома лампами, які можуть направлятися.

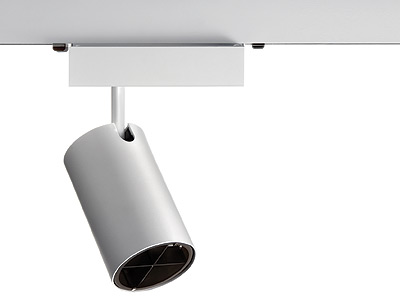
Типовий світильник на трековій системі.

Трекове освітлення — це спосіб освітлення, де світильники кріпляться на шинопроводі, що містить електричні провідники, в будь-якому місці, для їх індивідуального позиціонування, створення акцентного освітлення.
Доріжки можуть бути встановлені в стелі або в стіні, вздовж балки, поперек або поперек крокв або балок. Вони також можуть бути підвішені за допомогою стрижнів з особливо високих місцях, таких як склепінчасті стелі.
Типові трекові системи складаються з елементів:
- шинопровід, який може бути високо- чи низьковольтним;
- трекові (шинні) світильники;
- кабельні вводи;
- заглушки, з'єднувачі;
- трекові підвіси;
- трансформатор.

## Види

### За типом шинопроводу
- однофазні;
- трьохфазні.

### За типом джерел світла
А саме, від типу лампи шинного світильника:
- з галогенною лампою,
- з метало-галогенною лампою;
- з люмінесцентною лампою;
- з світлодіодною лампою;